# 칭송받는 자
《칭송받는 자》(うたわれるもの 우타와레루모노[*])는 일본의 전쟁 비디오 게임 및 이를 바탕으로 해서 제작된 만화 및 애니메이션이다.

## 줄거리
심하게 다친 한 사나이가 변방의 작은 마을에 살고 있는 반은 인간이고 반은 짐승인 소녀에 의해 발견된다. 소녀의 할머니가 애쓴 끝에 상처는 회복되지만 잃어버린 기억은 되돌아 오지 않는다. 할머니가 지어준 하쿠오로라는 이름으로 살면서 자신의 목숨을 구해준 마을을 지키기 위해 민중봉기에 앞장서게 되고 결국은 새로운 왕이 된다. 평화를 유지하기 위해서는 계속적인 싸움이 불가피하게 된 상황속에서 자신의 정체성을 찾던 도중 자신의 존재가 신인류가 진화하여 미래를 건설하는 데 걸림돌이 된다는 것을 깨닫는다.

## 등장인물

### 투스쿨
하쿠오로
성우 : 코야마 리키야
남자주인공. 타고난 리더. 벗겨지지 않는 가면을 쓰고 있다.
에루루
성우 : 유즈키 료카
여자주인공. 반은 인간이고 반은 짐승이며 '하쿠오로'를 사랑한다.
아루루
성우 : 사와시로 미유키
'에루루'의 동생. '뭇클'과 '가챠타라'라는 영물(靈物)을 얻고, '숲의 소녀'라는 별명을 얻게 된다.
뭇클
성우 : 시모야마 요시미츠
'아루루'가 새끼때부터 키운 영물(靈物) 백호.
오보로
성우 : 키리이 다이스케
'유즈하'의 오빠. 의적생활을 하던 중 '하쿠오로'를 만나 그를 형님으로 모시게 된다.
유즈하
성우 : 나카하라 마이
'오보로'의 여동생. 눈을 뜨지 못하며 몸이 약해 '투스쿨'과 '에루루'의 약에 의지해 살아간다.
도리, 그라
성우 : 와타나베 아케노
'오보로'를 모시는 쌍둥이 궁수(弓手).
우르토리
성우 : 오오하라 사야카
대륙의 조정자 역할을 하는 종교국가인 온카미야무카이의 황녀이자 무녀. 많은 것들을 알고 있지만 숨기는 기색이 역력하다.
카뮤
성우 : 쿠기미야 리에
'우르토리'의 여동생. 많은 비밀에 휩싸여 있는 비운의 공주.
베나위
성우 : 나미카와 다이스케
엉망진창인 왕 '잉카라' 밑에서 갖은 수모를 참으며 국가를 위해 헌신하다가 결국 '하쿠오로'를 섬기게 된다.
크로우
성우 : 코야마 츠요시
'베나위'를 따르는 수하.
카루라
성우 : 타나카 아츠코
전투에 특화되어 있는 기리야기나 일족. '하쿠오로'에게 가장 적극적으로 들이데는 여성.
토우카
성우 : 미야케 카야
정의를 위해 헌신하는 에반크루가 일족. 오해로 '하쿠오로'를 적대시하다가 결국 '하쿠오로'의 호위를 맡게 된다.

### 야마유라
투스쿨
성우 : 쿄다 히사코
'에루루'와 '아루루'의 조모로 촌장. 각지에서 알려진 고명한 약사이며, 쓰러져있던 '하쿠오로'를 치료한다. 조모로서 상냥하고 손녀들에게 접하지만, 화나면 무섭다. 야마유라가 전란에 말려 들어갔을 때, '누완기'의 부하의 흉기로부터 '아루루'를 감싸 사망. 이것이 마을사람의 분노를 폭발시키는 원인이 되어, 이 큰 싸움의 방화가 되었다. 젊은 무렵은 '워베'와도 친교가 있어, 그의 팔을 치료했다고 하는 에피소드가 있다.
테오로
성우 : 이시카와 히로아키
변경의 마을 야마유라의 남자. 마을사람에게서는 「아저씨(おやっさん)」또는 「아버지(親父)」라고 불리고 있어 「의지가 되고 있다」라고 스스로는 말하지만 , 실제는 어릴 적부터 아버지 냄새가 난 얼굴을 하고 있었기 때문이라고 한다. '하쿠오로'를 「アンちゃん」라고 불러 따르고 있다. 초반에 참가하는 전투에서는 도끼를 무기로서 싸운다.
'하쿠오로'가 케나시코우르페 황도제압 후에 '에루루'와 '아루루'를 제외해 전원 야마유라로 돌아왔지만, 그 후 쿳챠 켓챠 로부터의 갑작스런 습격에 즈음해, '하쿠오로'에게 그 소식을 전하고 체제를 정돈하는 시간을 벌기 위해 전원이 응전해, 결과 몰살의 쓰라림에 있었다. 등에 화살을 받으면서도 '하쿠오로'의 원래로 향한 '테오로', 「보고」라고 하는 책임을 다해, 모두가 출격 해 아무도 없게 된 방안에서 조용하게 숨이 끊어졌다. 후에 '하쿠오로'는 「왜 눈치챌 수 없었나…」라고 스스로를 꾸짖어 '우르토리'가 그것을 설득한다. 아직 어린 '아루루'는 '테오로'의 죽음을 받아 들여지지 않고 운다.
소포크
성우 : 유키노 사츠키
'테오로'의 아내. 여장부형으로, 부모를 잃은 '에루루'들로부터 친밀한 여성으로서 가족과 같이 존경받아 또 접하고 있다.
우함탐
성우 : 시모타 요시미츠
우야타 3인조의 한 사람으로, 「우(ウー)」라고 불리고 있다. 큰 남자로 과묵. 주로 후방 지원으로서 싸우지만, 전투 장면에는 등장하지 않는다.
야프
성우 : 카토 마사유키
우야타 3인조의 한 사람으로, 「야(ヤー)」라고 불리고 있다. 노인. 주로 후방 지원으로서 싸우지만, 전투 장면에는 등장하지 않는다.
타나쿤
성우 : 유키노 사츠키
우야타 3인조의 한 사람으로, 「타」라고 불리고 있다. 초록옷의 젊은 소년. 귀는 투스쿨 병이 이부에 붙인 옷감같지만, 타나쿤의 경우는 이것이 귀이다. 주로 후방 지원으로서 싸우지만, 전투 장면에는 등장하지 않는다.

### 캄챠탈 일당
PS2판의 오리지널 시나리오에 등장하는 캐릭터들. 타임 보칸시리즈의 삼악이 모티프인 것이 제작 사이드로부터 공언되고 있다.
캄챠탈
성우 : 타구치 히로코
환락가의 여주인. 실은 '잉카라'의 딸로, 어느 이유로부터 뒤에서 도적 생업을 하고 있다. '베나위', '크로우'와도 원래는 주종 관계에 있어, 낯익은 사이. 특히, '크로우'에 대해서는 무엇인가 포함하는 것이 있는 것 같다.
노폰
성우 : 시모타 요시미츠
익살스러운 자면과 말씨가 특징의 온카미야류족. 지맥을 이용한 전이방법 등, 본래라면 승정급의 신분이 아니면 사용할 수 없는 듯한 고위의 방법을 체득 하고 있지만, 온카미야류의 계율을 싫어 출분한 파계승. 또 돈을 소금으로 바꾸거나 잡힌 지 얼마 안되는 모로로에 생명을 불어오거나 할 수 있다. 인카라 황 시대에는 '베나위', '크로우'와 동료였다.
곰타
성우 : 마지마 쥰지
키마마이지만 자신의 일을 인간이라고 생각하는 것 같아서, 키마마 취급하면 화낸다. '도리'와 '그라'에 연모했다.

### 케나시코우르페
누완기
성우 : 요시노 히로유키
지방 영주 '사산테'의 아들로 '잉카라'황제의 조카. 권력을 삿갓에 제멋대로로 행동하는 프라이드만 높은 젊은이. 유소의 무렵에 모친에게 거두어 져 '에루루'들의 취락에서 아이 시대를 보내지만, 후계로서 아버지인 '사산테' 아래에 되돌려진다. 소꿉친구 '에루루'에 호의를 대고 있다. '에루루'들과 살고 있었을 무렵은 상냥했던 것 같지만, 부친 원으로 보낸 적으로 성격이 비뚤어져 버렸다. 아버지인 '사산테' 사후는, '잉카라' 아래에서 사무라이 대장이 되었다.
사산테
성우 : 오오카와 토오루
'에루루'들의 마을과 그 주변을 통치하는 지방 영주로, '누완기'의 아버지. 난폭한 성격을 하고 있어, 중세를 부과해 마을사람을 괴롭힌다. 둔할 것 같은 외관에 의하지 않고, 무인으로서의 실력은 높다.
잉카라
성우 : 오오카와 토오루
'에루루'들의 국의 케나시코우르페의 황제이며 '사산테'의 형, '누완기'의 백부. 남동생 '사산테' 이상으로 교활하고 잔학한 성격으로, 백성으로부터의 수확을 사사로운 일에 쏟아 넣는 우황. 자신의 머리카락(아프로)에는 평범치 않은 조건을 가지고 있다.
치키나로
성우 : 오오타 테츠하루
여행 상인. 약이나 무기나 장식품으로부터 타국의 정보까지, 인신매매 이외의 온갖 물건을 매매하고 있다. 호신 위해 교육 무기를 가지고 있어 그 실력은 달인급인 것 같다. 인신매매는 결코 하청받지 않지만 상인으로서의 프라이드를 관철하기 위해서, 자기 자신의 생명이라면 아무렇지도 않게 저당 잡힌다.

### 온카미야무카이
워베
성우 : 오오키 타미오
종교국가 온카미야무카이의 황제. 교조인 현대종사(승직의 최고 지위)(오르얀크루)이기도 하다. '우르토리', '카뮤'의 부친.
문트
성우 : 시로쿠마 히로시
온카미야무카이의 승정(얀크루)으로 해 황녀 '우르토리', '카뮤'의 위법감찰무사직을 맡는 노인. '우르토리'나 '카뮤'의 일을 진심으로 걱정하고 있지만, 기합이 표류하는 일도 있어, 다양하게 걱정이 끊어지지 않는다. 승려로서의 정도는 '우르토리'보다 높다. 전투에는 참가하지 않는다.

### 쿤네카문
아무르리네우르카 쿠야
성우 : 토미사카 아키라
궁극병기 아브 카무를 가지고 있는 쿤네카문의 황제.
사쿠야
성우 : 미즈하시 카오리
'쿠야'를 모시는 시종이자 '겐지마루'의 손녀.
겐지마루
성우 : 이이즈카 쇼조
'쿠야'를 모시고 있는 에벤크루가의 전설적인 무인. 뭔가 많은 비밀을 알고 있지만 말을 안하려든다.
하웬쿠아
성우 : 와타나베 아케노
성격 삐뚤어진 쿤네카문의 간신. 살인에 광적인 희열을 느낀다.
히엔
성우 : 노지마 히로후미
'겐지마루'의 손자이자 쿤네카문의 장군. 전설적인 무인인 할아버지에게 열등의식을 갖고 있다.

### 그 외의 제국 및 세력
니웨
성우 : 아키모토 요스케
시케리페치무의 황제. 오로지 정복만을 생각하는 폭군.
오리카칸
성우 : 오가타 미츠루
사막의 나라 쿳챠켓챠의 황제. '니웨'에게 정신조작을 받아 농락당한다.
스온카스
성우 : 콘도 타카유키
나토운쿠의 황제. '카루라'를 보기위해 '데리호우라이'를 이용하는 악당
데리호우라이
성우 : 카토 마사유키
나토운쿠의 반란군대장. '카루라'의 남동생.
칸호루다리
성우 : 모가미 츠구오
노세시치카의 황제. 쿤네카문에 까불다가 멸망한다.
포나호이
성우 : 콘도 타카유키
'칸호루다리'에게 휘둘리는 약소국 에르무이의 왕.

### 스토리 상 중요한 캐릭터
디
성우 : 이케다 슈이치
최후의 원흉.
무츠미
성우 : 쿠기미야 리에
'카뮤'의 또다른 자아. 모든 것의 열쇠를 쥐고있는 소녀.
미코토
성우 : 유즈키 료카
'하쿠오로'의 상실된 기억속 비밀의 여인.

## 뒷배경
<현재의 지구>
한 고고학자가 거대한 괴물 화석을 발견한다. 이 화석은 인간이 원숭이로부터 진화했음을 증명하는 잃어버린 연결고리. 하지만 이 사실을 감추려는 유적 관리자에 의해 고고학자는 무참히 살해당한다. 화석에 고고학자의 피가 튀겨 잠자고 있던 위찰네미티아를 깨우고, 위찰네미티아는 고고학자의 몸을 그릇으로 삼는 대가로 고고학자를 살려준다.
<미래의 지구>
면역력과 대사능력이 떨어져서 이미 지구표면에서 살 수 없게 된 인간들은 지하에 대피소를 마련하여 살고 있다. 냉동에서 깨어난 고고학자. 마스크속에 여전히 위찰네미티아가 깃들어 있는 상태다. 지하시설의 과학자들은 고고학자를 아이스맨이라고 부른다. 고고학자가 지구표면에서 숨을 쉴 수 있다는 사실을 발견해내고 그의 유전자를 채취하여 다양한 실험체들을 만들어낸다.
실험에 여러 가지 문제가 생기자 의회에서는 고고학자를 다시 동면시키려하고 이에 반대한 과학자 미즈시마는 고고학자와 실험체 미코토를 탈출시킨다. 이때 미코토는 지하시설 열쇠(둥근 고리모양-에루루의 머리장식)를 받는다. 탈출한 고고학자와 미코토는 지구에서의 행복한 삶을 살며 그들의 딸을 낳지만 결국 과학자들의 추격을 따돌리지는 못한다.
다시 잡힌 미코토는 연구를 위해 철저히 해부당해고, 고고학자는 엄중한 감시태세에 놓인다.
미코토에 대한 이야기를 들은 고고학자의 분노는 극에 달하고 잠자던 위찰네미티아가 깨어난다. 분노한 고고학자 위찰네미티아는 지하의 모든 연구 시설 파괴하는 동시에 영원한 삶을 원한 인간을 젤리 같은 형태의 모습(타타리)으로 바꿔버린다.
고고학자 위찰네미티아의 타오르는 분노는 위찰네미티아속의 또 다른 위찰네미티아 즉 파괴의 위찰네미티아를 만들어낸다. 미친듯이 날뛰는 파괴의 위찰네미티아를 막기 위해 고고학자 위찰네미티아는 자신이 파괴되기를 바란다. 그 순간 고고학자 위찰네미티아의 유전자로 만들어졌기에 신의 능력까지 전수받게 된 또 다른 실험체번호 No.63무츠미가 각성하여 두명의 위찰네미티아를 땅속깊이 봉인한다.
그 뒤에 나뉜 2개의 인격은 하나의 인격이 깨어나면 다른 하나는 잠들고 잠든 인격이 깨어나면 깨어있던 인격은 잠들고 하는 식으로써 방출된 실험체들이 새로운 신인류가 될 수 있게 발전되도록 서로 다른방법이지만 실험체를 도우며 시간을 보내게 된다. 이 두 인격체들을 통틀어서 칭하는게 우타와레루모노(칭송을 받는자)인데, 즉 신이라는 것이다.
시간이 흐르고 지구는 고고학자의 DNA를 물려받은 실험체(반은 인간이고 반은 짐승)들로 크게 번성하기 시작한다.
 <더 먼 미래의 지구>
원래는 한번에 하나의 인격만이 깨어나야 하지만 가끔 두 인격체가 동시에 눈을 뜨기도 한다. 이 두 인격은 같은 존재라 서로를 죽일 수 없음에도 불구하고 가치관이 달라 만나면 싸우기 때문에 웬만해서는 서로 만나지 않고 직접 싸우는 것을 대신해서 하는 게 인류를 통한 전쟁이다.
다시 깨어난 두명의 위찰네미티아. 적자생존방식의 실험체의 진화를 꾀하는 파괴의 위찰네미티아와 다양한 종의 평화공존을 통한 진화를 원하는 고고학자 위찰네미티아는 서로 만나서 치열한 싸움을 벌이고 급기야는 거대한 지진을 일으킨다.
지진 때문에 아루루가 나무에서 떨어져 크게 다치자 에루루는 고고학자 위찰네미티아에게 아루루의 목숨을 살려달라고 빌고, 그 대가로 그녀의 몸과 영혼을 바치기로 한다.
전투로 인해 심하게 다친 두 위찰네미티아는 깊이 잠들어버린다.
 <시작>
잠에서 깨어난 파괴의 위찰네미티아는 온카미야무카이의 학자인 디의 몸에 깃든다.
모든 기억을 잃은 고고학자 위찰네미티아는 에루루에게 발견되고, 하쿠오로라는 이름으로 살면서 자신을 찾기 위한 긴 여정을 시작한다.